# Apolíneo e Dionisíaco

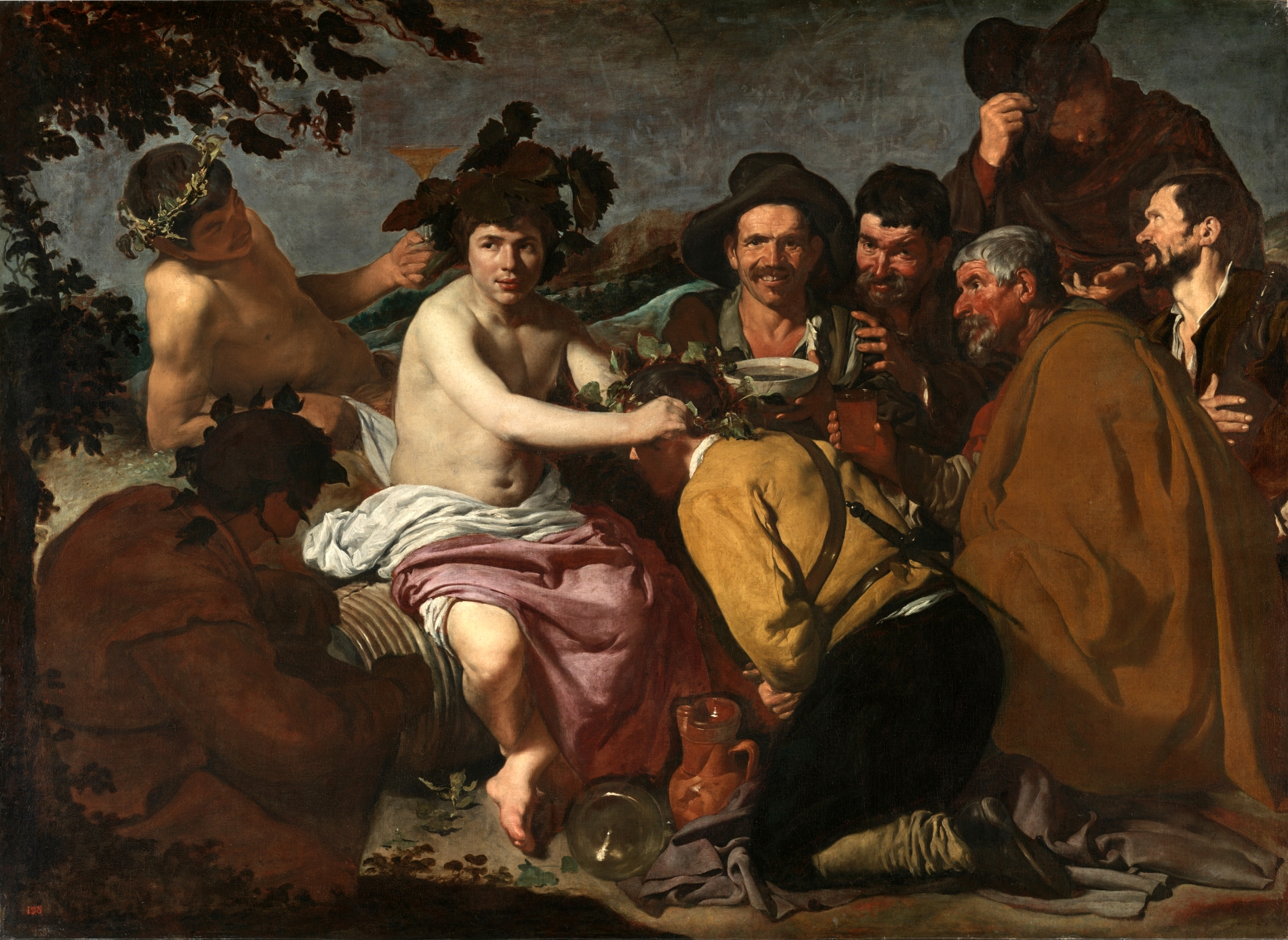
Os Bêbados (Triunfo de Baco) por Diego Velázquez, 1629.

O Apolíneo e Dionisíaco é um conceito filosófico e literário ou dicotomia, com base em certas características da antiga mitologia grega. Muitos filósofos ocidentais e autores literários têm utilizado esta dicotomia em trabalhos críticos e criativos. 
Na mitologia grega, Apolo e Dionísio são ambos filhos de Zeus. Apolo é o deus da razão e o racional, enquanto que Dionísio é o deus da loucura e do caos. Os gregos não consideravam os dois deuses como opostos ou rivais, embora, muitas vezes, as duas divindades foram entrelaçadas por natureza.
O Apolíneo é o lado da razão e do raciocínio lógico. Por outro lado, o Dionisíaco é o lado do caos e apela para as emoções e instintos. O conteúdo de todas as grandes tragédias é baseado na tensão criada pela interação entre esses dois.

## Filosofia alemã
Embora o uso dos conceitos de Apolíneo e Dionisíaco seja notoriamente ligado a O Nascimento da Tragédia de Nietzsche, os termos foram usados antes dele na cultura alemã. O poeta Hölderlin os utilizou, enquanto Winckelmann falou de Baco, o deus do vinho.
Nietzsche usou o conceito na estética, que mais tarde foi desenvolvido filosoficamente, aparecendo pela primeira vez em seu livro O Nascimento da Tragédia, que foi publicado em 1872. Sua premissa principal foi de que a fusão dos "Kunsttriebe" ("impulsos artísticos") Dionisíaco e Apolíneo formava as artes dramáticas, ou tragédias. Ele continua a argumentar que esta fusão não tenha sido alcançado desde as tragédias gregas antigas. Nietzsche afirma que as obras de Ésquilo e Sófocles representam o ápice da criação artística, a verdadeira realização da tragédia; ele afirma que é com Eurípides que a tragédia começa sua queda ("Untergang"). Nietzsche critica o uso do racionalismo socrático (a dialética) por Eurípides, em suas tragédias, alegando que a infusão da ética e razão rouba da tragédia sua fundação, o frágil equilíbrio de Dionisíaco e Apolíneo.
Para continuar a divisão, Nietzsche diagnostica a Dialética Socrática como sendo doente, na forma em que ela trata de observar a vida. O acadêmico dialético é diretamente oposto ao conceito de Dionisíaco, porque ele só busca negar a vida; ele usa a razão para desviar, mas nunca para criar. Sócrates rejeita o valor intrínseco dos sentidos e das ideias ''superiores'' da vida. Nietzsche afirma em "A Gaia Ciência" de que, quando Sócrates bebe a cicuta, ele vê a cicuta como a cura para a vida, proclamando que ele tem estado doente por um longo tempo. (Artigo 340.) Em contraste, a existência do Dionisíaco constantemente procura afirmar a vida. Seja em prazer ou dor, sofrimento ou a alegria, a inebriante folia de Dionísio tem para a vida em si supera a doença Socrática e perpetua o crescimento e o florescimento visceral da força da vida.
A interação entre o Apolíneo e o Dionisíaco é aparente, Nietzsche afirmou, em O Nascimento da Tragédia, na tragédia grega: o herói trágico do drama, o protagonista, se esforça para fazer ordenar seu destino injusto, e ele morre insatisfeito no final. Para o público de tal drama, Nietzsche afirmou, esta tragédia nos permite o sentido subjacente da essência, o que ele chamou de "Unidade Primordial", que revive a nossa natureza Dionisíaca — que é quase indescritivelmente prazerosa. No entanto, mais tarde, ele abandonou este conceito dizendo que era "...um fardo com todos os erros da juventude", o tema geral foi uma espécie de consolo metafísico ou conexão com o coração da criação.
Diferente das ideias sublimes de Kant, o Dionisíaco é todo-inclusivo, em vez de afastá-lo do espectador como uma sublime experiência. As necessidades sublimes distanciam a crítica, enquanto o Dionisíaco exige um grau de experiência. De acordo com Nietzsche, a distância crítica, que separa o homem de suas emoções mais próximas, origina-se nos ideais Apolíneos, que separá-lo de sua essencial conexão com o eu. O Dionisíaco abraça a natureza caótica de tal experiência como importante; não apenas por si próprio, mas como ele está intimamente ligado com o Apolíneo. O Dionisíaco amplia o homem, mas apenas na medida em que ele percebe que ele é um e o mesmo com todas as demandas da experiência humana. A divindade única é de extrema importância na visão Dionisíaca, pois está relacionado com o Apolíneo, porque ele enfatiza a harmonia que pode ser encontrado dentro de uma experiência caótica.

## Leituras pós-modernas
A ideia de Nietzsche tem sido interpretada como uma expressão da consciência fragmentada ou instabilidade existencial por uma variedade de modernos e pós-modernos escritores, especialmente Martin Heidegger, Michel Foucault e Gilles Deleuze. De acordo com Peter Sloterdijk, o Dionisíaco e o Apolíneo formam uma dialética; são contrastantes, mas isto não significa que Nietzsche queria que um fosse mais valorizados que o outro. E sim a primordial dor, nossa existência ser determina pela dialética Dionisíaco\Apolíneo. 
A utilização do Apolíneo e do Dionisíaco em um argumento sobre a interação entre a mente e o ambiente físico, fez Abraão Akkerman ter apontado para as características masculina e feminina da dialética.

## Na antropologia
A antropóloga Ruth Benedict, usou os termos para caracterizar culturas que valorizam a moderação e modéstia (Apolíneo) e outras ostensivas e o excesso (Dionisíaco). Um exemplo de uma cultura Apolínea na análise de Benedict são os povos Zuñi em oposição aos Dionisíacos povos Kwakiutl. O tema foi desenvolvido por Benedict em sua obra principal, Padrões de Cultura.

## Versão de Paglia
A acadêmica americana de ciências sociais, Camille Paglia, escreve sobre o Apolíneo e o Dionisíaco em seu best-seller, Sexual Personae (1990). As grandes linhas de seu conceito é emprestado de Nietzsche, admitido influência, embora as ideias de Paglia divirjam significativamente.
Os conceitos de Apolíneo e o Dionisíaco compõem uma dicotomia que serve como base da teoria da arte e cultura de Paglia. Para Paglia, o Apolíneo é luz e estruturadora, enquanto o Dionisíaco é escuro e ctônico (ela prefere Ctônico para Dionisíaco ao longo do livro, argumentando que este último conceito tornou-se sinônimo de hedonismo e é inadequado para os seus objetivos, declarando que "o Dionisíaco não é nenhum piquenique."). O Ctônico está associado com o sexo feminino, selvagem/natureza caótica e sexo sem restrição/procriação. Em contraste, o Apolíneo é associado com o sexo masculino, a clareza, o celibato e/ou a homossexualidade, a racionalidade, solidez, juntamente com o objetivo orientado para o progresso: "Tudo ótimo, na civilização ocidental, provém da luta contra nossas origens."
Ela argumenta que há uma base biológica para a dicotomia Apolíneo/Dionisíaco, escrevendo: "A disputa entre Apolo e Dionísio, é a disputa entre o superior córtex e o antigo límbico e cérebro reptiliano." Além disso, Paglia atribui todo o progresso da civilização humana para a masculinidade, revoltando-se contra as forças da natureza Ctônico e virando-se para o traço Apolíneo de ordenar a criação. O Dionisíaco é uma força do caos e da destruição, que é o irresistível e sedutor, o estado caótico da natureza selvagem. A sociedade é construída na rejeição ou combate aos Ctônicos pelas virtudes Apolíneas, que seria a suposta razão para o predomínio de homens (incluindo assexual e homens homossexuais; e mulheres lésbicas) na ciência, a literatura, as artes, a tecnologia e a política. Como um exemplo, Paglia afirma: "A orientação masculina da Atenas clássica era inseparável de seu gênio. Atenas tornou-se grande, mas por causa de sua misoginia."